# Rudolf Scholz (Organist)
Rudolf Scholz (* 26. September 1933 in Wien; † 2. September 2012) war ein österreichischer Organist und Hochschulprofessor. 

## Leben
Rudolf Scholz studierte zunächst an der Universität Wien Musikwissenschaften und Kunstgeschichte. Seine Promotion erfolgte im Jahr 1963. Danach absolvierte er 1964 die Staatsprüfung (Orgel) an der Wiener Akademie für Musik und darstellende Kunst. 1964 wurde Scholz Nachfolger seines Orgellehrers Alois Forer an der Wiener Musikakademie (später Universität für Musik und darstellende Kunst) und unterrichtete dort als Professor bis zu seiner Emeritierung im Jahr 2001 Orgel und Generalbass. 
Während seiner internationalen Konzerttätigkeit spielte er unter bedeutenden Dirigenten der zweiten Hälfte des 20. Jahrhunderts, darunter Herbert von Karajan, Leonard Bernstein, Zubin Mehta, Claudio Abbado und Riccardo Muti.

## Auszeichnungen
- 1993: Großes Silbernes Ehrenzeichen für Verdienste um die Republik Österreich[1]

## Schriften (Auswahl)
- Die Orgelwerke von Franz Schmidt. Verlag Notring, Wien 1971